# Longitarsus bearei
Longitarsus bearei es una especie de insecto coleóptero de la familia Chrysomelidae. Fue descrita científicamente en 1967 por Kevan.